# Semigarrapatea

Figura 1. Una semigarrapatea.

Figura 2. Un silencio de semigarrapatea.

La semigarrapatea es una figura musical que equivale a 1/256 del valor de la redonda, esto es, 1/64 pulsos de la negra. Al igual que todas las figuras musicales, la semigarrapatea cuenta con un silencio de su misma duración e implica que durante ese tiempo no se emite sonido alguno.
Debido a su brevedad no es habitual encontrar esta figura en la música impresa. Sin embargo, compositores como Vivaldi, Couperin, Mozart o Dussek la han incluido en algunas de sus composiciones.

## Representación gráfica
Las figuras de semigarrapateas se representan con una cabeza de nota ovalada coloreada en negro, con una plica vertical con seis corchetes, que tienen la forma de ganchos o rabillos (ver Figura 1).
La dirección de la plica depende de la posición de la nota. Al igual que sucede con todas las figuras que llevan plicas, se dibujan con la plica a la derecha de la cabeza de la nota y hacia arriba, cuando el sonido representado está por debajo de la tercera línea del pentagrama. Mientras que, cuando la nota está en dicha línea media o por encima de esta, se dibujan con la plica a la izquierda de la cabeza de la nota y hacia abajo. No obstante, esta regla no es absoluta ya que puede variar cuando es necesario ligar varias notas o cuando se representa más de una voz. De hecho en las obras polifónicas la orientación de las plicas ayuda a distinguir las diferentes voces.
Los corchetes siempre deben ir del lado derecho de la plica, curvos hacia la derecha. Cuando la plica apunta hacia arriba, el corchete comienza en la punta superior y se curva hacia abajo; cuando la plica apunta hacia abajo, el corchete comienza desde la punta inferior y se curva hacia arriba.
Cuando varias semigarrapateas (igual ocurre con las corcheas, semicorcheas, fusas, semifusas o garrapateas) están cerca una de la otra y se encuentran dentro de la misma unidad de pulso, sus seis corchetes se unen convirtiéndose en seis barras gruesas más o menos horizontales según la dirección general de las notas a unir (ver Figura 2).
En la música vocal y coral se suele asignar una sílaba diferente a cada nota y cuando una sola sílaba es asignada a varias notas se suelen dibujar enlazadas. 
El silencio de semigarrapatea es su silencio equivalente. La semigarrapatea, como todas las figuras musicales, tiene un silencio de su mismo valor y supone que durante ese tiempo no se emite sonido alguno.

## Duración y equivalencias
En un compás de subdivisión binaria (2
4; 3
4; 4
4; etc.) la semigarrapatea dura 1/256 parte de un tiempo. Por lo tanto, en un compás de 4
4 esta figura ocupa 1/128 parte de un compás. 
Si se le añade un puntillo, la duración total resultante es su valor habitual más la mitad de tal valor. 
La figura de semigarrapatea equivale a 1/256 de una redonda, a 1/128 de una blanca, a 1/64 de una negra, a 1/32 de una corchea, a 1/16 de una semicorchea, a 1/8 de una fusa, a 1/4 de una semifusa o bien a la mitad de una garrapatea. No obstante, la semigarrapatea es una de las figuras de duración menor que la semifusa que han caído en desuso en la notación musical actual. La otra es la garrapatea que equivale a 1/128 de la redonda. 
Por encima de la redonda también existen otras figuras de mayor duración que tampoco se utilizan hoy en día. Son: la cuadrada que equivale a ocho negras, la longa que equivale a 16 negras y la maxima que equivale a 32 negras.

## Compositores y obras
Valores tan breves como la semigarrapatea son muy poco frecuentes en la música impresa, pero no son inexistentes. Una de las razones por las que las notas con muchos corchetes son inusuales es que, por ejemplo, una fusa con un tempo de  = 50 dura lo mismo que una semicorchea con un tempo de  = 100. Todas las figuras musicales de una composición pueden ser escritas el doble de largas pero duran lo mismo si el tempo también se duplica. Por lo general, se emplean en secciones breves y rápidas de los movimientos lentos. Veamos algunos ejemplos:
- En el segundo movimiento Largo del Concerto per flautino, RV 444 de Antonio Vivaldi.[7]
- En el segundo preludio de L'art de toucher le clavecin (1716) de François Couperin hay un grupo de seis semigarrapateas en el compás 15.[8]
- En las 12 Variaciones sobre el tema "Je suis Lindor" K.354 / 299a (1778) de Wolfgang Amadeus Mozart se utilizan cuatro semigarrapateas al final del compás 10 de la Variación n.º 12 Molto Adagio Cantabile.[9]
- En el primer movimiento marcado como Grave (Adagio non troppo) de la Quinta sonata para piano, Op. 10 n.º 2 (1789?) de Jan Ladislav Dussek aparecen dos semigarrapateas tras una larga serie de garrapateas en el compás 35.[10]
- En algunas ediciones del segundo movimiento Largo del Concierto para piano n.º 3 Op. 37 (1800) de Ludwig van Beethoven, para representar escalas rápidas.[5]